# Hipparchia klapperichi
Hipparchia klapperichi är en fjärilsart som beskrevs av Gross och Ebert 1976. Hipparchia klapperichi ingår i släktet Hipparchia och familjen praktfjärilar. Inga underarter finns listade i Catalogue of Life.